# New Orleans Piano
New Orleans Piano es un álbum del pianista y cantante estadounidense de blues Professor Longhair, lanzado en 1972. Contiene material antes lanzado por la discográfica Atlantic Récords entre 1949 y 1953, con temas extras de tomas alternativas.
La canción Tipitina fue incluida en el año 2011 en el Registro de Grabación Nacional en Estados Unidos.
El álbum fue incluido en la lista de los 500 Mejores Álbumes de Todos los Tiempos, en el puesto 220, que cayó al puesto 222 en la revisión del año 2012.

## Lista de canciones
Todas las canciones fueron escritas por Roy Byrd (Professor Longhair)
1. "In the Night"  – 2:33
2. "Tipitina"  – 2:39
3. "Tipitina [*]"  – 2:24
4. "Ball the Wall"  – 3:20
5. "Who's Been Fooling You"  – 2:12
6. "Hey Now Baby"  – 2:57
7. "Mardi Gras in New Orleans"  – 2:55
8. "She Walks Right In [*]"  – 3:09
9. "Hey Little Girl"  – 3:03
10. "Willie Mae"  – 2:49
11. "Walk Your Blues Away"  – 2:57
12. "Professor Longhair Blues"  – 2:29
13. "Boogie Woogie"  – 2:41
14. "Longhair's Blues-Rhumba"  – 3:14
15. "Mardi Gras in New Orleans [*]"  – 2:53
16. "She Walks Right In"  – 2:48

## Créditos

### Pistas 1–5
- Lee Allen – tenor saxophone
- Edgar Blanchard – bass
- Roy Byrd – vocals, piano
- Earl Palmer – drums
- Red Tyler – baritone saxophone

### Pistas 6–16
- Roy Byrd – vocals, piano
- Robert Parker – alto saxophone
- Al Miller or John Woodrow – drums
- Unknown – bass
- Unknown (thought to be Charles Burbank (or Burbeck?) – tenor saxophone